# 鞠鴻賓
鞠鴻賓（1917年—2013年），台灣武術家，為鄭曼青之徒，鄭子太極拳傳人。 第十屆「全球中華藝術薪傳獎」，2013年高雄市「終身成就獎」得主。 中華民國太極拳國家級教授，太極拳功夫鑑定九段。

## 外部連結
- 鞠鴻賓仙逝　武林追思
- 薪傳獎得主、太極大師鞠鴻賓紀念音樂會